# Olive Tjaden
Olive Frances Tjaden (24. listopadu 1904 New Utrecht, New York – 15. března 1997 Fort Lauderdale) byla americká architektka, průkopnice v oboru, jedna z prvních profesionálních žen-architektek své generace.

## Životopis
Narodila se 24. listopadu 1904 v New Utrechtu v New Yorku. Jejím otcem byl John G. Tjaden, stavební inženýr. Když jí bylo 15 let, absolvovala střední školu Jamaica High School. Byla odmítnuta z architektonického programu Kolumbijské univerzity, protože byla příliš mladá, proto rok čekala, aby splnila věkové požadavky pro přijetí na Fakultu architektury, umění a plánování Cornellovy univerzity. Pětileté studium dokončila za čtyři roky a v roce 1925 získala bakalářský titul. Byla jedinou ženou-architektkou ve svém absolventském ročníku.

### Kariéra
V roce 1929, když bylo Olive 24 let, se stala nejmladší registrovanou architektkou ve státě New York. V roce 1938 se stala první ženou přijatou do brooklynské pobočky Amerického institutu architektů a dlouhá léta byla jedinou ženou v této organizaci. Specializovala se na domy a byla vybrána, aby navrhla dům pro Světovou výstavu v roce 1939. Během své kariéry navrhla více než dva tisíce budov.
Na doporučení děkana Cornellovy univerzity byla Olive najata architektonickou firmou v Mineole v New Yorku a začala navrhovat „výrazné domy pro lidi s nevelkými příjmy”. Ve 20. – 40. letech 20. století dohlížela na projektování více než 400 domů v oblasti Garden City na Long Islandu. Její návrhy zahrnovaly výdobytky, jako jsou formální jídelny a rozsáhlá schodiště. Jedním z jejích nejvíce obdivovaných prvků bylo použití vitráží, zejména barevných pavích dveří, které navrhla a zkonstruovala v Anglii. Domy se měly prodávat za cenu kolem 12 000 dolarů. Podle členky Nassau County Historical Society Millicent Vollono, „někdy dělala celý blok domů s použitím pěti nebo šesti druhů stylů. Když teď procházíte těmito čtvrtěmi, domy vypadají různě, ale všechny spolu ladí”.
Tudorovské sídlo, které Olive Tjaden navrhla ve Woodmere ve státě New York pro lihovarníka, bylo v roce 1935 představeno v časopise Good Housekeeping.
Na bývalém domě Olive Tjaden na 11. ulici v Garden City je umístěna větrná korouhev znázorňující její kariéru – mladá žena držící třmen a sedící na čtyřhranu ve tvaru T. Olive ve svém domě často pořádala společenské akce pro ženy a dům sloužil jako reklama na její práci.
V roce 1943 se přestěhovala na Floridu, aby využila tehdejšího stavebního rozmachu. Po příjezdu na Floridu přestala pracovat na individuálních domech, ale psala sloupek do architektonického časopisu a navrhovala zahradní byty. Působila také jako programová ředitelka a členka správní rady Muzea výtvarného umění ve Fort Lauderdale.

## Osobní život a odkaz

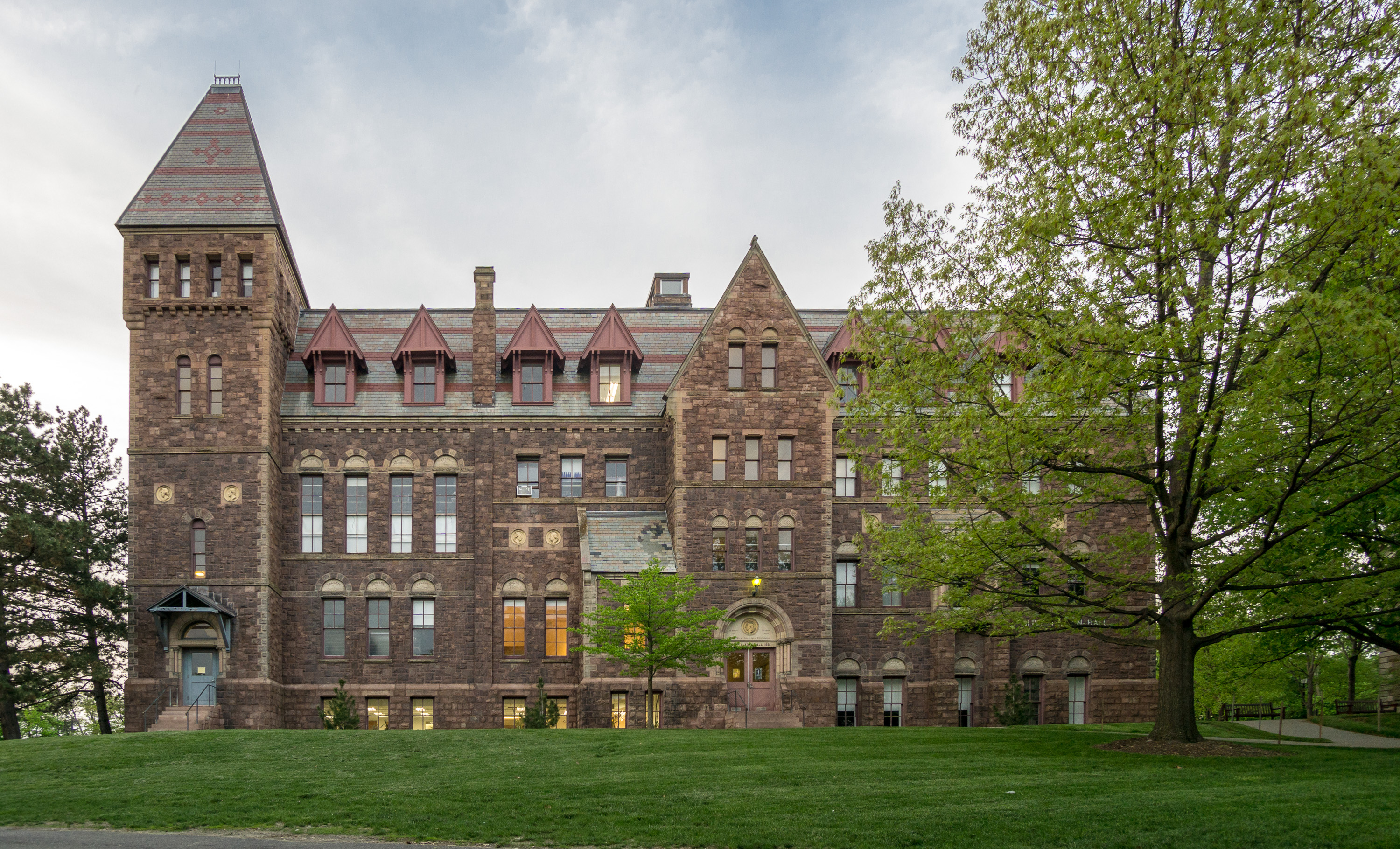
Olive Tjaden Hall, budova v kampusu Cornellovy univerzity pojmenovaná po Olive Tjaden

V roce 1945 se provdala za Carla G. Johnsona z Fort Lauderdale. V té době byla hlášena k pobytu v Garden City ve státě New York.
Zemřela ve věku 92 let a většinu svého majetku ve výši 12 milionů dolarů odkázala Cornellově univerzitě. V roce 1981 byla na její počest pojmenována budova, v níž sídlí fakulta architektury, umění a plánování.